# Wolf Mendl
Wolfgang „Wolf“ Marco Louis Mendl  (* 1. Mai 1926 in Berlin; † 29. November 1999 in London) war ein britischer Militärsoziologe deutscher Herkunft.

## Leben
Mendl entstammte einer deutsch-jüdischen Familien. Wegen seiner Herkunft emigrierte er nach der Machtergreifung der Nationalsozialisten nach London. Erst 1951 besuchte er Berlin wieder.
In England wandte er sich dem Quäkertum zu. Er studierte am Gonville and Caius College der University of Cambridge. Nach einer kurzen Zeit als Geschichtslehrer (1950–1953) an der Wennington School studierte er am Swarthmore College der Quaker in Pennsylvania. Er beschäftigte sich mit dem Friedenszeugnis (Peace Testimony) und arbeitete von 1953 bis 1961 aktiv für die Quaker. So organisierte er u. a. Seminare mit dem American Friends Service Committee in Japan. Auch galt er als Anhänger Charles de Gaulles.
Am Department of War Studies am King’s College London erwarb er einen PhD. Von 1978 bis 1982 war er Leiter des Departments.
Mendl war verheiratet und Vater von drei Kindern.